# Capito auratus
Capito auratus là một loài chim trong họ Capitonidae.

## Hình ảnh

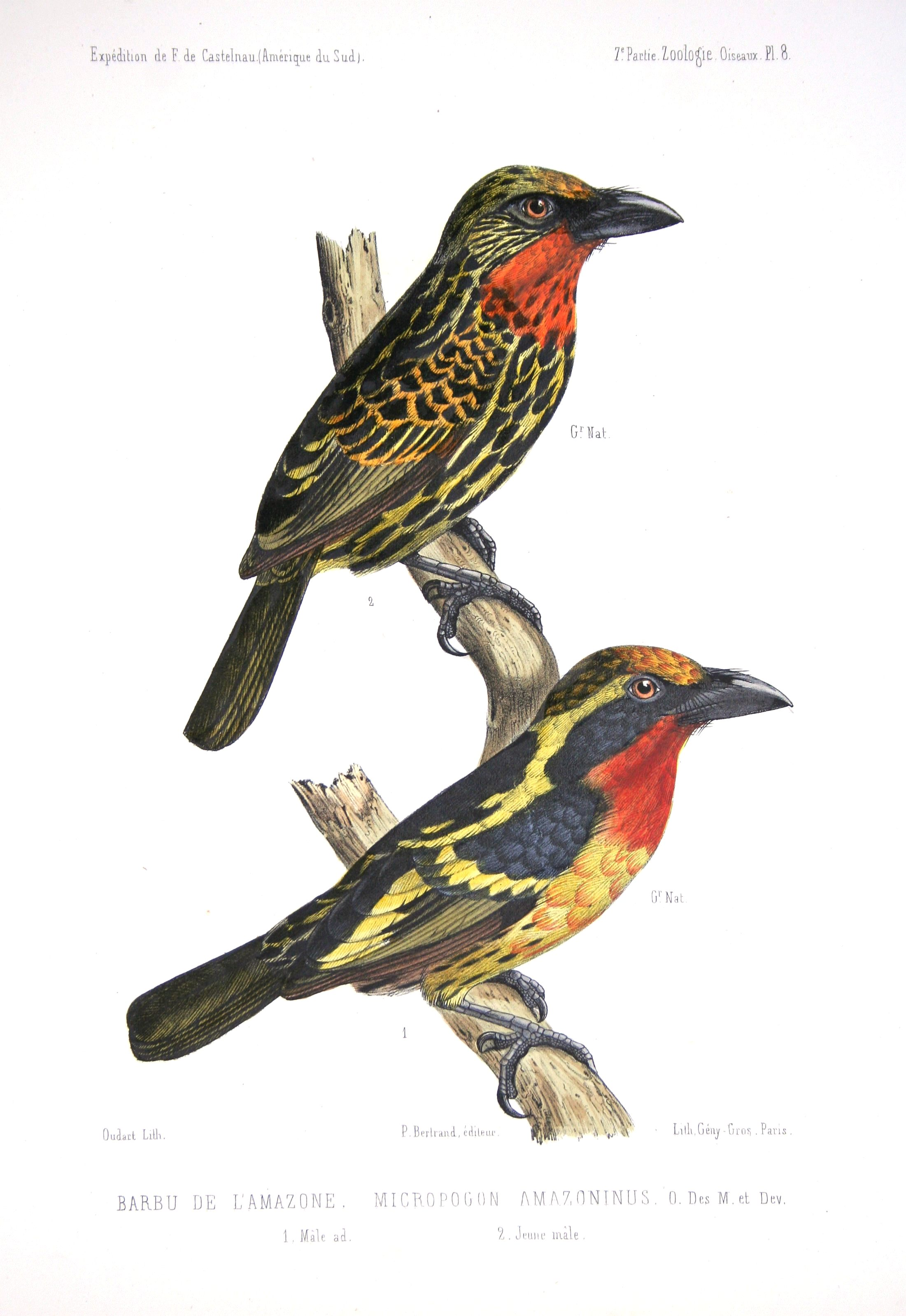
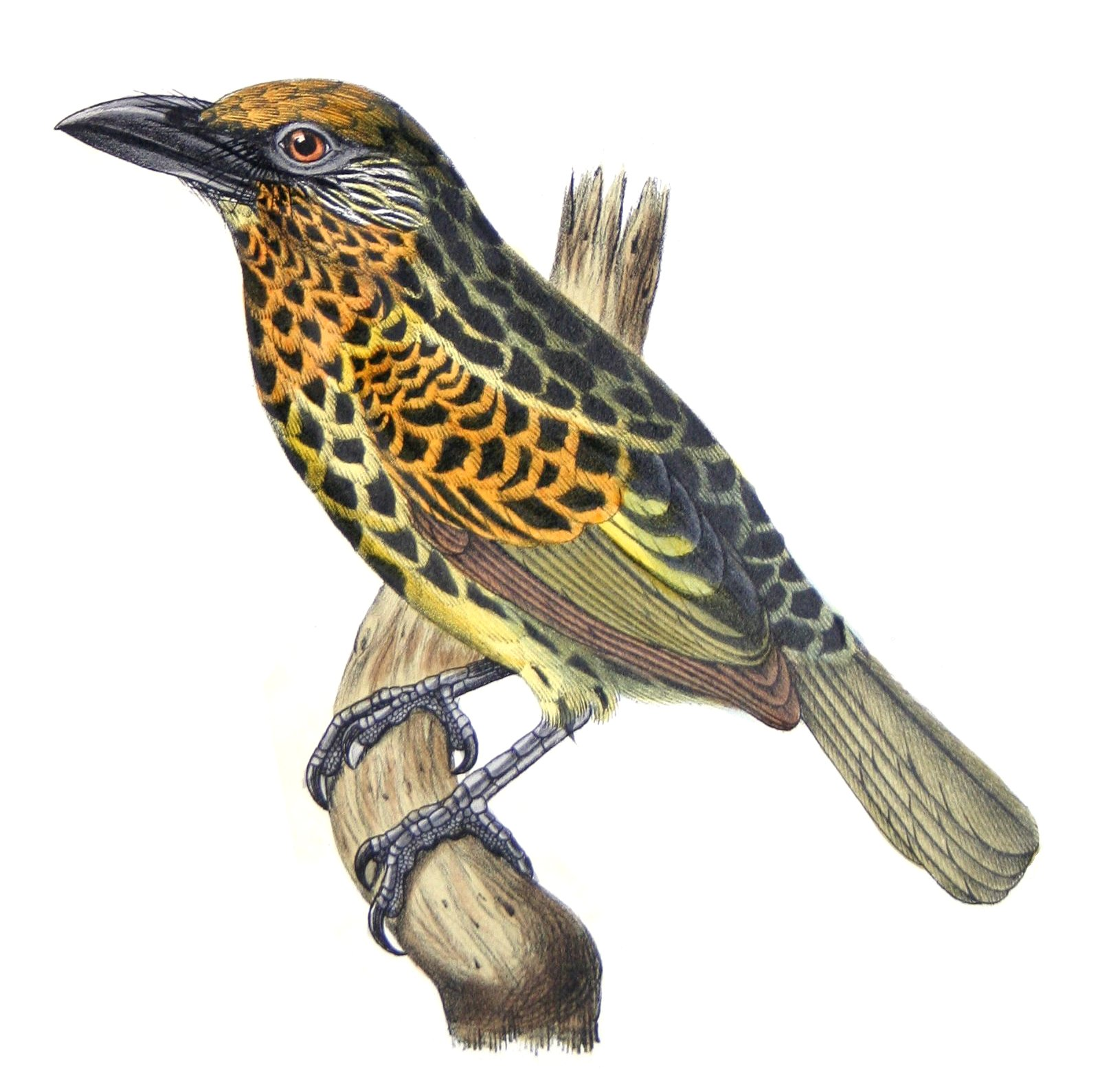